# Dicranomyia (Peripheroptera) croceibasis
Dicranomyia (Peripheroptera) croceibasis is een tweevleugelige uit de familie steltmuggen (Limoniidae). De soort komt voor in het Neotropisch gebied.